# Love Next Door (série télévisée)
Love Next Door ou L'amour si près au Québec (hangeul : 엄마친구아들 ; RR : Eommachinguadeul) est une série télévisée sud-coréenne diffusée pour la première fois sur tvN le 17 août 2024.

## Synopsis
Love Next Door est l'histoire d'une femme qui veut changer sa vie qu'elle n'aime pas, et du fils de l'amie de sa mère qui connaît trop bien son enfance honteuse.

## Distribution

### Acteurs principaux
- Jung Hae-in : Choi Seung-hyo[5]
- Jung So-min : Bae Seok-ryu[6],[7]
- Kim Ji-eun (en) : Jeong Mo-eum[8],[9]
- Yoon Ji-on (en) : Kang Dan-ho[10]

### Acteurs secondaires
- Park Ji-young : Na Mi-sook[11]
- Jo Han-chul : Bae Geun-sik[12]
- Jang Young-nam (en) : Seo Hye-sook[12]
- Lee Seung-joon (en) : Choi Kyung-jong[12],[13]
- Jeon Seok-ho : Yoon Myung-woo[14]
- Kim Geum-soon : Do Jae-sook[14]
- Han Ye-ju : Bang In-sook[14]
- Lee Seung-hyub (en) : Bae Dong-jin[15]
- Shim So-young : Lee Na-yun[16]
- Lee Ji-hae : Hwang Young-in[17]
- Lee Si-hyun (ko) : Park Jeong-woo[17]

## Production

### Fiche technique
- Titre original : 엄마친구아들
- Titre international : Love Next Door
- Titre québécois : L'amour si près
- Réalisation : Yoo Je-won (en)
- Scénario : Shin Ha-eun (en)
- Pays d'origine : Corée du Sud
- Date de première diffusion : 2024

### Traductions
- (en) Cet article est partiellement ou en totalité issu de l’article de Wikipédia en anglais intitulé « Love Next Door » (voir la liste des auteurs).

### Sources
1. 1 2   [vidéo] « "왜 잘하지?" 정해인, 자취 만렙 정소민(의 반전 손맛)에 반함♡.♡ #엄마친구아들 EP.5 | tvN 240831 방송 »tvN DRAMA,‎ 1er septembre 2024, 2:31 min (consulté le 1er septembre 2024)
2. ↑  (ko) « '엄마친구아들' 정해인·정소민, 쌍방 흑역사 '소꿉남녀' 로맨스 », sur iMBC 연예 (consulté le 1er septembre 2024)
3. ↑  (ko) 재하 황, « 정해인-정소민, 로맨스 드라마 '엄마친구아들'에서 호흡 » [archive du 20 août 2024], sur Yonhap News Agency,‎ 13 mars 2024 (consulté le 13 mars 2024)
4. ↑  « 정해인-정소민, 로맨스 드라마 '엄마친구아들'에서 호흡 | 연합뉴스 », sur Yonhap News Agency,‎ 20 août 2024 (consulté le 2 septembre 2024)
5. ↑  (ko) « '엄마친구아들', 정해인X정소민→'갯차' 감독X작가 드림팀 완성 », sur www.xportsnews.com,‎ 13 mars 2024 (consulté le 1er septembre 2024)
6. ↑  (ko) « 정해인·정소민의 로맨스…tvN ‘엄마친구아들’ 라인업 공개 », sur MK스포츠 (consulté le 1er septembre 2024)
7. ↑  « 정소민, ‘엄마친구아들’ 출연 확정..정해인과 소꿉남녀 케미 예고 », sur 브레이크뉴스,‎ 3 janvier 2024 (consulté le 1er septembre 2024)
8. ↑  (ko) 뉴시스, « 김지은은 엄친딸, 정해인은 '엄마친구아들' », sur 뉴시스,‎ 8 mars 2024 (consulté le 1er septembre 2024)
9. ↑  (ko) « 김지은, '엄마친구아들' 출연 확정...정해인X정소민과 호흡 [공식] », sur 싱글리스트,‎ 8 mars 2024 (consulté le 1er septembre 2024)
10. ↑  (ko) « 윤지온, '엄마친구아들' 출연…정해인·정소민과 호흡 », sur 한국일보,‎ 13 mars 2024 (consulté le 1er septembre 2024)
11. ↑  (ko) « 박지영, tvN ‘엄마친구아들’ 출연 확정…베테랑 엄마로 변신 예고 », sur 글로벌에픽,‎ 13 mars 2024 (consulté le 1er septembre 2024)
12. 1 2 3  (ko) 조선비즈, « '엄마친구아들' 정해인X정소민X김지은X윤지온, 쌍방 흑역사 '소꿉남녀' 로맨스 », sur 조선비즈,‎ 13 mars 2024 (consulté le 1er septembre 2024)
13. ↑  (ko) 조선일보, « '갯마을차차차' 작감이 만든 '엄마친구아들'..정해인♥정소민 첫만남 포착 », sur 조선일보,‎ 10 juillet 2024 (consulté le 1er septembre 2024)
14. 1 2 3  (ko) 김지우 기자, « 정해인·정소민 '엄마친구아들'…이 라인업은 사랑입니다 », sur 마이데일리 (consulté le 1er septembre 2024)
15. ↑  (ko) 김양수, « 엔플라잉 이승협, 2024년 열일…'선재 업고 튀어'→'엄마친구아들' », sur 아이뉴스24,‎ 13 mars 2024 (consulté le 1er septembre 2024)
16. ↑  (ko) « 정해인X정소민X김지은X윤지온 '엄마친구아들', 로맨스 드림팀 완성 », sur stoo (consulté le 1er septembre 2024)
17. 1 2  (ko) « 엄마친구아들 | tvN », sur tvn.cjenm.com (consulté le 1er septembre 2024)